# Tovșciv, Pustomîtî
Tovșciv (în ucraineană Товщів) este un sat în comuna Vovkiv din raionul Pustomîtî, regiunea Liov, Ucraina.

## Demografie
Componența lingvistică a localității Tovșciv
     Ucraineană (100%)
Conform recensământului din 2001, toată populația localității Tovșciv era vorbitoare de ucraineană (100%).